# Liesbeth Peroti
Liesbeth Simone Peroti (Paramaribo, 23 juli 1969) is een Surinaams zangeres, pianiste, dirigente, producente, muziekpedagoge, actrice en regisseuse. Zij is betrokken bij tal van culturele activiteiten en organisaties in Suriname, waaronder het Piano Festival Paramaribo en voor NAKS. Sinds 1998 is ze artistiek directeur van Lisibeti Music Performing Arts.

## Biografie
Liesbeth Peroti had vanaf haar zevende muziekles van onder meer Mavis Noordwijk en ging uiteindelijk voor vervolgstudie naar het Rotterdams Conservatorium (klassiek piano en muziekpedagogie). In Rotterdam was ze dirigent van jongerenkoor Challenge. In 1996 keerde ze terug naar Suriname en werd ze muziekdocent voor de Training Muzikale Vorming voor Leerkrachten (TMVL) van het IOL. Ook had ze sinds dat jaar samen met Noordwijk de leiding over ensemble Singi Prisiri '96, waarvoor ze ook de choreografieën leverde. Tussendoor volgde ze nog studies op het gebied van compositie, etnomusicologie, muziektheater en artistiek management aan onder meer het Edna Manley College in Kingston (Jamaica), de New York School of Performing Arts en tot 2001 de Universiteit van Cape Coast (Ghana).
Naast musicus is ze actrice en speelde ze in theaterproducties, als Anansi (1992), Porgy and Bess (1994), Tranen van Den Uyl (1996) en Nina Simone (A)live (2012), en films als Tuintje in mijn hart (2017) en Sing Song (2017).
Sinds 1998 is ze artistiek directeur van Lisibeti Music Performing Arts die zich vooral bezighoudt met de ontwikkeling van muziek, dans en drama. Er worden ook schoolvoorstellingen en -concerten georganiseerd en video- en geluidsopnames geproduceerd. Ze legt haar focus niet alleen op scholieren, maar ook op vrouwen en kansarme jongeren. Verder haalde ze meerdere producties naar Suriname, zoals in 2015 ELLA! (over Ella Fitzgerald) met Denise Jannah en een tangovoorstelling in Thalia uit Argentinië. In 2020, tijdens de coronacrisis, verviel het Piano Festival Paramaribo 2020 waaraan meesterpianisten uit Cuba, Trinidad en Suriname zouden deelnemen.
Verder is ze in diverse rollen actief voor NAKS, waaronder als moderator, docente voor de muziekschool Mi Agida en als leider van de vrouwenband Naks Makeda. Ook bestudeerde ze voor NAKS de soko-psalmen, die deel uitmaken van het Afro-Surinaamse muziekerfgoed; in dit genre heeft zij ook liederen opgevoerd. Daarnaast is zij sinds 2009 dirigent van het Mannenkoor Harmonie.
In de jaren 2010 is Peroti voorzitter van de Raad van Bestuur van de Academie voor Hoger Kunst- en Cultuuronderwijs (AHKCO). Samen met Rachael van der Kooye nam zij het initiatief voor de oprichting in 2021 van het Instituut voor Hebreeuws-Israëlitisch Bewustzijn door de Stichting Hebreeuwse Israëlieten in Suriname. Het doel hierachter is nakomelingen van de trans-Atlantische slavenhandel bekend te maken met het verbond tussen de God van Israël en hun voorouders. Rond 2021 trad Peroti toe tot het managementteam van Gallery Eygi Du. Samen met oprichtster Carla Tuinfort zijn vernieuwingen doorgevoerd zoals op het gebied van online zichtbaarheid.
In 2016 werd Liesbeth Peroti onderscheiden tot Officier in de Ere-Orde van de Gele Ster.
In 2017 maakte Peroti haar acteerdebuut op het wittedoek, ze was te zien in de bioscoopfilms Tuintje in mijn hart en Sing Song.

## Werk
Discografie
- 2009: Sounds of my soul
- 2019: Piano easy listening
- 2020: De tranen van moeder aarde, met Sylvana Resida (tekst)

Partituren
- 2004: Caribische volksmuziek voor piano: een uitgave van essentiële wereldmuziek / Grade 1 & 2
- 2004: Caribische volksmuziek voor piano: een uitgave van essentiële wereldmuziek / Grade 3 & 4

Bibliografie
- 2006: De relatie tussen kennis, inspiratie en ontwikkeling: de toonkunst in breder perspectief, Anton de Kom Universiteit
- 2006?: Jazz-improvisatie, hoe?: een studieboek voor de beginnende jazz-muzikant, muziekdocent en amateur musicus, met Eddy Li-Fo-Sjoe